# Giuseppe Pella
Pour les articles homonymes, voir Pella.
Giuseppe Pella (né le 18 avril 1902 à Valdengo, dans la province de Biella, au Piémont et mort à Rome le 31 mai 1981) est un homme d'État italien du XXe siècle.

## Biographie
Économiste et professeur à l'université de Rome et à celle de Turin, après la Libération de l'Italie du Nord en avril 1945, Giuseppe Pella adhère à la Démocratie chrétienne (DC). Élu député à l'Assemblée Constituante en 1946, il est député de 1948 à 1968 et sénateur de 1968 à 1976.
Expression de l'aile droite de la Démocratie chrétienne, il est aussi proche de l'économiste libéral Luigi Einaudi. Sous-secrétaire aux Finances, ministre des Finances, du Trésor et du Budget dans les gouvernements de Alcide De Gasperi qui se succèdent de 1946 à 1953, le 17 août 1953 il est nommé Président du conseil par le Président de la République Luigi Einaudi. Il forme ainsi un gouvernement restreint, avec la participation de ministres de la Démocratie Chrétienne et de personnalités issues la société civile. Le but de son gouvernement c'est d'arriver au vote en parlement de la loi des finances, prévu pour la fin du mois d'octobre. Mais l'attitude nationaliste de Pella finit pour lui gagner les sympathies du parti monarchiste et du Mouvement social italien (MSI), le parti néo-fasciste. C'est pour cela que la Démocratie chrétienne décidera de prendre ses distances du gouvernement Pella, avec la phrase assassine de l'ancien ministre de l'intérieur Mario Scelba « governo amico » (gouvernement ami).
Il démissionne le 12 janvier 1954. Il est vice-président du conseil et ministre des Affaires étrangères dans le gouvernement de Adone Zoli (19 mai 1957 - 1er janvier 1958), ministre des Affaires étrangères dans les 2e gouvernement de Antonio Segni (15 février 1959 - 23 mars 1960) et du budget dans le 3e gouvernement de Amintore Fanfani (26 juillet 1960 - 21 février 1962).
Opposé au centre-gauche, à partir du 1962 il décide de plus participer au gouvernement. Il ne revient aux affaires qu'en 1972, en tant que ministre des Finances dans l'éphémère 1er gouvernement de Giulio Andreotti (17 février 1972 - 26 juin 1972).